# The Days
The Days is een nummer van de Zweedse dj Avicii. Het nummer is geschreven door Brandon Flowers, Salem Al Fakir, Avicii en Pontare. Het werd uitgebracht op 3 oktober 2014 als muziekdownload. "The Days" is het eerste nummer van het album Stories dat in 2015 is uitgebracht.
De vocalen worden verzorgd door de Engelse zanger Robbie Williams, maar hij staat niet vermeld in de credits.

## Tracklijst
| Nr. | Titel    | Duur  |
| --- | -------- | ----- |
| 1.  | The Days | 04:38 |

| Nr. | Titel                    | Duur  |
| --- | ------------------------ | ----- |
| 1.  | The Days (radio edit)    | 03:45 |
| 2.  | The Days (originele mix) | 04:38 |

## Hitnoteringen

### Nederlandse Top 40
| Hitnotering: 18-10-2014 t/m 24-01-2015 | Hitnotering: 18-10-2014 t/m 24-01-2015 | Hitnotering: 18-10-2014 t/m 24-01-2015 | Hitnotering: 18-10-2014 t/m 24-01-2015 | Hitnotering: 18-10-2014 t/m 24-01-2015 | Hitnotering: 18-10-2014 t/m 24-01-2015 | Hitnotering: 18-10-2014 t/m 24-01-2015 | Hitnotering: 18-10-2014 t/m 24-01-2015 | Hitnotering: 18-10-2014 t/m 24-01-2015 | Hitnotering: 18-10-2014 t/m 24-01-2015 | Hitnotering: 18-10-2014 t/m 24-01-2015 | Hitnotering: 18-10-2014 t/m 24-01-2015 | Hitnotering: 18-10-2014 t/m 24-01-2015 | Hitnotering: 18-10-2014 t/m 24-01-2015 | Hitnotering: 18-10-2014 t/m 24-01-2015 | Hitnotering: 18-10-2014 t/m 24-01-2015 |
| Week:                                  | 1                                      | 2                                      | 3                                      | 4                                      | 5                                      | 6                                      | 7                                      | 8                                      | 9                                      | 10                                     | 11                                     | 12                                     | 13                                     | 14                                     |                                        |
| -------------------------------------- | -------------------------------------- | -------------------------------------- | -------------------------------------- | -------------------------------------- | -------------------------------------- | -------------------------------------- | -------------------------------------- | -------------------------------------- | -------------------------------------- | -------------------------------------- | -------------------------------------- | -------------------------------------- | -------------------------------------- | -------------------------------------- | -------------------------------------- |
| Positie:                               | 14                                     | 11                                     | 10                                     | 12                                     | 11                                     | 11                                     | 12                                     | 15                                     | 22                                     | 23                                     | 24                                     | 30                                     | 30                                     | 31                                     | uit                                    |

### NederlandseSingle Top 100
| Hitnotering: 11-10-2014 t/m 14-03-2015 | Hitnotering: 11-10-2014 t/m 14-03-2015 | Hitnotering: 11-10-2014 t/m 14-03-2015 | Hitnotering: 11-10-2014 t/m 14-03-2015 | Hitnotering: 11-10-2014 t/m 14-03-2015 | Hitnotering: 11-10-2014 t/m 14-03-2015 | Hitnotering: 11-10-2014 t/m 14-03-2015 | Hitnotering: 11-10-2014 t/m 14-03-2015 | Hitnotering: 11-10-2014 t/m 14-03-2015 | Hitnotering: 11-10-2014 t/m 14-03-2015 | Hitnotering: 11-10-2014 t/m 14-03-2015 | Hitnotering: 11-10-2014 t/m 14-03-2015 | Hitnotering: 11-10-2014 t/m 14-03-2015 | Hitnotering: 11-10-2014 t/m 14-03-2015 | Hitnotering: 11-10-2014 t/m 14-03-2015 | Hitnotering: 11-10-2014 t/m 14-03-2015 | Hitnotering: 11-10-2014 t/m 14-03-2015 | Hitnotering: 11-10-2014 t/m 14-03-2015 | Hitnotering: 11-10-2014 t/m 14-03-2015 | Hitnotering: 11-10-2014 t/m 14-03-2015 | Hitnotering: 11-10-2014 t/m 14-03-2015 | Hitnotering: 11-10-2014 t/m 14-03-2015 | Hitnotering: 11-10-2014 t/m 14-03-2015 | Hitnotering: 11-10-2014 t/m 14-03-2015 | Hitnotering: 11-10-2014 t/m 14-03-2015 |
| Week:                                  | 1                                      | 2                                      | 3                                      | 4                                      | 5                                      | 6                                      | 7                                      | 8                                      | 9                                      | 10                                     | 11                                     | 12                                     | 13                                     | 14                                     | 15                                     | 16                                     | 17                                     | 18                                     | 19                                     | 20                                     | 21                                     | 22                                     | 23                                     |                                        |
| -------------------------------------- | -------------------------------------- | -------------------------------------- | -------------------------------------- | -------------------------------------- | -------------------------------------- | -------------------------------------- | -------------------------------------- | -------------------------------------- | -------------------------------------- | -------------------------------------- | -------------------------------------- | -------------------------------------- | -------------------------------------- | -------------------------------------- | -------------------------------------- | -------------------------------------- | -------------------------------------- | -------------------------------------- | -------------------------------------- | -------------------------------------- | -------------------------------------- | -------------------------------------- | -------------------------------------- | -------------------------------------- |
| Positie:                               | 25                                     | 18                                     | 17                                     | 18                                     | 17                                     | 16                                     | 20                                     | 25                                     | 28                                     | 43                                     | 54                                     | 56                                     | 44                                     | 38                                     | 42                                     | 47                                     | 50                                     | 52                                     | 62                                     | 67                                     | 80                                     | 84                                     | 100                                    | uit                                    |

### NPO Radio 2 Top 2000
The Days stond alleen in 2015 in de NPO Radio 2 Top 2000, op plek 1678.